# WD 0145+234
WD 0145+234 är en ensam stjärna belägen i den mellersta delen av stjärnbilden Väduren. Den har en skenbar magnitud av ca 14 och kräver ett kraftfullt teleskop för att kunna observeras. Baserat på uppmätt parallax på ca 33,98 mas beräknas den befinna sig på ett avstånd av ca 98ljusår (ca 29,5 parsec) från solen. Den rör sig närmare solen med en heliocentrisk radialhastighet av ca -50 km/s.

## Observation

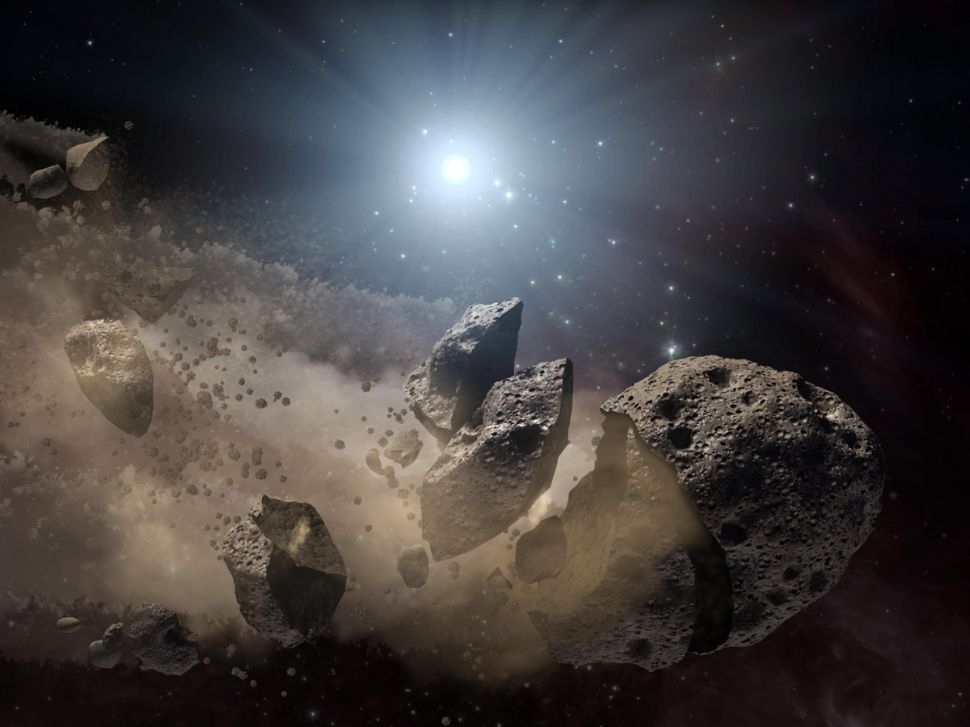
Exoasteroid störd av stjärna (konstnärskoncept)

WD 0145+234 är en vit dvärgstjärna, som har förknippats med studier, som tyder på att en mycket stor exoasteroid nära stjärnan blev avsevärt störd, vilket resulterade i en stor mängd stoft kring stjärnan. Alternativt förklaras utbrottet kring WD 0145+234 med pågående kollisioner mellan planetesimaler inuti stoftskivan kring den vita dvärgen.
Utbrottet kring WD 0145+234 upptäcktes 2018 i data från Wide-Field Infrared Survey Explorer. Utbrott runt vita dvärgar i det infraröda området är inte ovanligt. Novor och dvärgnovor visar också utbrott, men de åtföljs av ett utbrott i det optiska området och ombildas till binärer. WD 0145+234 är dock en ensam vit dvärg och visade ingen ökad ljusstyrka i de optiska bilderna tagna av CRTS och ASASSN. Detta tyder på att utbrottet orsakades av nyligen påfyllning eller omfördelning av stoft. En uppföljningsstudie med Spitzer Space Telescope fann en minskning av den  infraröda ljusstyrkan, med början i slutet av 2019. Minskningen åtföljs av små gupp överlagrade på minskningen av infraröd ljusstyrka. Teamet som studerade WD 0145+234 med Spitzer drog slutsatsen att ökningen av ljusstyrkan inte orsakades av ett tidvattenavbrott av en exoasteroid, utan av pågående kollisioner i skivan runt den vita dvärgen. En liknande minskning av infraröd ljusstyrka hittades kring den vita dvärgen GD 56. WD 0145+234 är också ovanlig eftersom den inte bara visar metallföroreningar i form av absorptionslinjer, som finns hos omkring 25-50 procent av vita dvärgar, utan även emissionslinjer orsakade av kalciumgas, som är mindre vanliga. Det är fortfarande inte klart vad som orsakar metallemissionslinjerna hos vissa vita dvärgar, men förekomsten av sådana linjer hos WD 0145+234 tyder på att metallgas bildas vid kollisioner. Det finns fortfarande några obesvarade frågor för denna hypotes: Vissa vita dvärgar med metallgas visar variabla emissionslinjer, medan WD 0145+234 inte visar någon variation i kalciumemissionslinjen. Det är oklart varför vissa vita dvärgar visar variabla metallemissionslinjer.
Andra vita dvärgar med planetarisk förorening visar också infraröd variation, med prototypen G 29-38, som visade en minskning av infrarött flöde med cirka 35 procent under en period av 300 dygn. Vita dvärgar med de högsta infraröda variationerna visar kalciumemissionslinjer, precis som WD 0145+234. WD 0145+234 kan vara stjärnan med en av de högsta aktiviteterna hos denna klass av objekt.
Observationer med NIRSpec som släpptes i ett förtryck i oktober 2023 visade att stoftskivan återgår till dess viloläge. MIRI-spektroskopi visade emission vid 9-12 mikron, i överensstämmelse med silikatmineraler och en preliminär emissionsfunktion runt 7 mikron tolkades som karbonater. Författarna noterade att emissionen av silikatmineraler börjar vid 9 mikron och därför mer liknar emission av enstatit än fosterit.